# Brunstarr
Brunstarr (Carex acutiformis) är ett flerårigt halvgräs inom släktet starrar.  

## Beskrivning
Brunstarr blir upp till 150 centimeter höga, med blad på upp till 160 centimeter långa och 5-20 millimeter breda.

## Ekologi
Brunstarr växer främst i olika fuktiga naturtyper, i delar av Nordeuropa och Västeuropa. I Sverige förekommer arten främst i Götaland och delar av Svealand och mindre allmänt i vissa delar av Norrland.